# Aérodrome Saint Lewis-Fox Harbour
Ne doit pas être confondu avec Aéroport de Fox Harbour.
L'Aéroport Saint Lewis-Fox Harbour est un aéroport situé dans la province de Terre-Neuve-et-Labrador, au Canada.

## Situation
| \| 200 km1:9 384 000 \| Saint Lewis-Fox Harbour Black Tickle Cartwright Charlottetown Hopedale Makkovik Mary's Harbour Nain Natuashish Port Hope Simpson Postville Rigolet St. Anthony Wabush William's Harbour Gander Saint-Jean Stephenville Deer Lake Goose Bay Churchill Falls |
| 200 km1:9 384 000 |